# Robert J. Harrison
Robert J. Harrison (* 19. Juni 1960 in Birmingham) ist ein britischer theoretischer Chemiker und Experte für Hochleistungsrechnen.
Harrison studierte an der Universität Cambridge, an der er 1984 promoviert wurde. Als Post-Doktorand war er an der Universität Florida und am Daresbury Laboratory. Ab 1988 war er am Argonne National Laboratory und ab 1992 am Pacific Northwest National Laboratory.
Harrison war ab 2002 Professor für Chemie an der University of Tennessee und am Oak Ridge National Laboratory und ab 2011 Direktor des Joint Institute of Computational Science (JICS). Er ist Gründungsdirektor des Institute for Advanced Computational Science an der State University of New York at Stony Brook und am Brookhaven National Laboratory, wo er Direktor des Computational Science Center ist.
Er ist der Entwickler von NWChem, einer Software für Berechnungen in der Quantenchemie auf massiv parallelen Rechnern, und (mit George Fann) von MADNESS (Multiresolution Adaptive Numerical Environment for Scientific Simulation), einer Programmierumgebung für die Lösung von Differential- und Integralgleichungen auf massiv parallelen Rechnern.
2002 erhielt er den Sidney Fernbach Award.